# Municipio de Bartholomew (condado de Drew)
El municipio de Bartholomew (en inglés: Bartholomew Township) es un municipio ubicado en el condado de Drew en el estado estadounidense de Arkansas. En el año 2010 tenía una población de 168 habitantes y una densidad poblacional de 0,86 personas por km².

## Geografía
El municipio de Bartholomew se encuentra ubicado en las coordenadas 33°30′21″N 91°28′4″O / 33.50583, -91.46778. Según la Oficina del Censo de los Estados Unidos, el municipio tiene una superficie total de 194.58 km², de la cual 192,87 km² corresponden a tierra firme y (0,87 %) 1,7 km² es agua.

## Demografía
Según el censo de 2010, había 168 personas residiendo en el municipio de Bartholomew. La densidad de población era de 0,86 hab./km². De los 168 habitantes, el municipio de Bartholomew estaba compuesto por el 57,14 % blancos, el 26,19 % eran afroamericanos, el 0,6 % eran amerindios, el 1,79 % eran asiáticos, el 12,5 % eran de otras razas y el 1,79 % eran de una mezcla de razas. Del total de la población el 12,5 % eran hispanos o latinos de cualquier raza.